# Chiese
Le Chiese (Cés en lombard, Clesus ou Cleusis en latin) est une rivière du nord de l'Italie d'une longueur de 160 km, affluent de la rivière Oglio dans le bassin du fleuve Pô.

## Géographie
La rivière Chiese prend sa source dans les glaciers du Parc naturel Adamello Brenta dans le Trentin et son tracé emprunte le val di Fumo et le val di Daone, formant les lacs de barrage de Malga Bissina et Malga Boazzo. À Pieve di Bono, il entre dans la basse vallée de Giudicarie, réceptionnant les eaux de la rivière Adanà. Plus au sud, son cours alimente le lac naturel d'Idro à proximité de Ponte Caffaro,.
À la sortie de ce lac, la rivière traverse le val Sabbia jusqu'à Roè Volciano. Il pénètre à cet endroit dans la plaine padane et dans la province de Brescia, son cours orienté vers le sud passant par Gavardo, Calcinato, Montichiari, Carpenedolo et Acquafredda. Il entre ensuite dans la province de Mantoue à Asola avant de se jeter dans la rivière Oglio.

## Énergie hydroélectrique
Les eaux de la rivière Chiese sont utilisées pour la production d'énergie hydroélectrique. Dans le bassin du Chiese en amont du lac d’Idro, il n'y a pas moins de quatre lacs artificiels (Malga Bissina, Malga Boazzo, ponte Murandin et Cimego-Storo) et trois centrales hydroélectriques. Le cours inférieur de la rivière en Lombardie fait également l'objet d'une exploitation de ce type,,,.